# Dolores (Model)

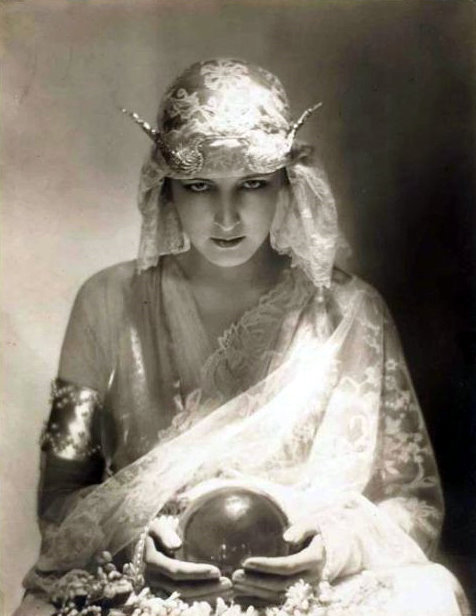
Dolores, 1919

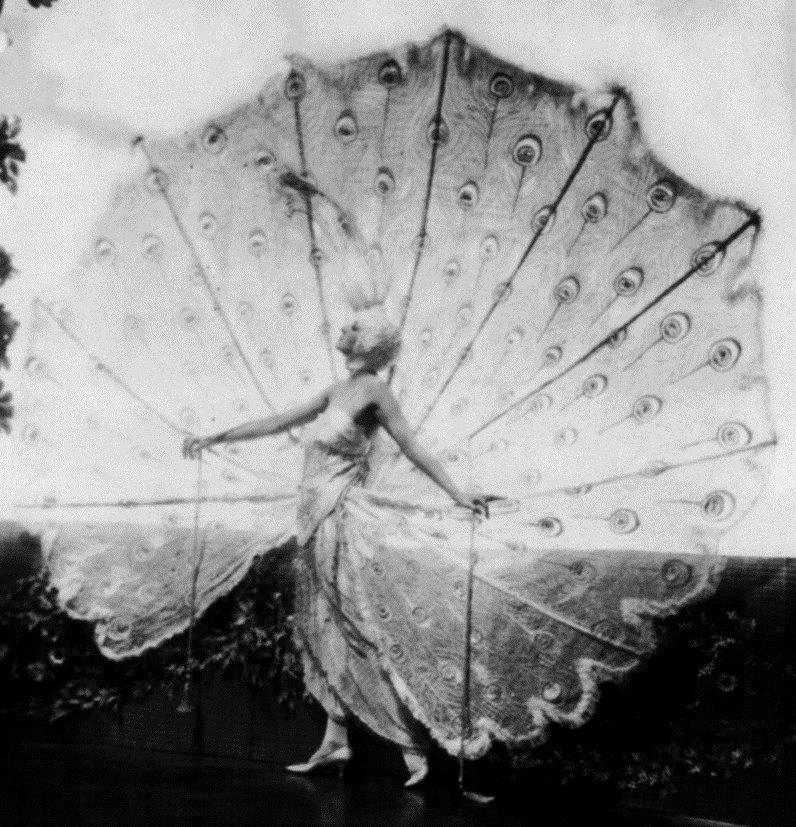
Das Pfauenkostüm, 1919

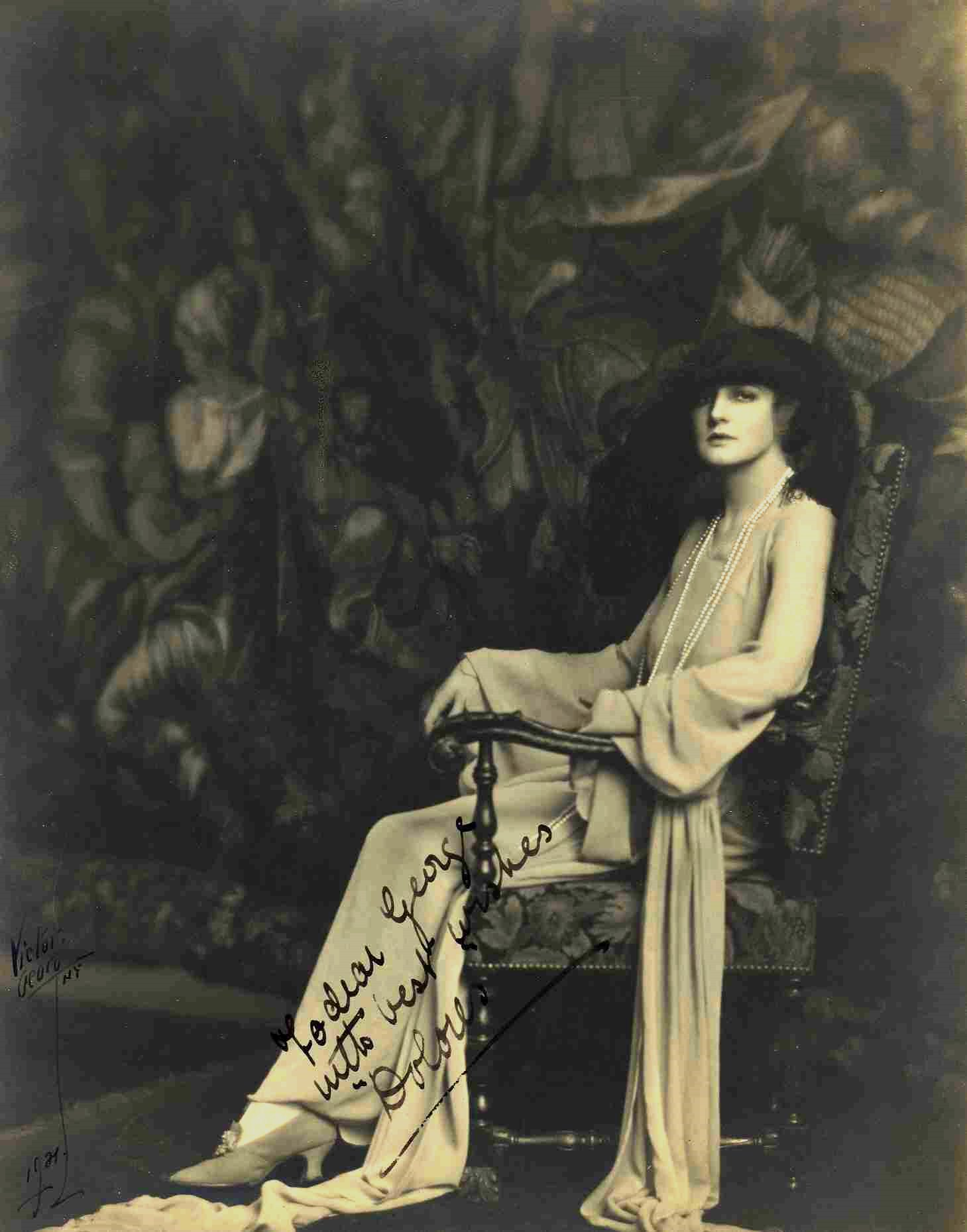
Dolores, 1921

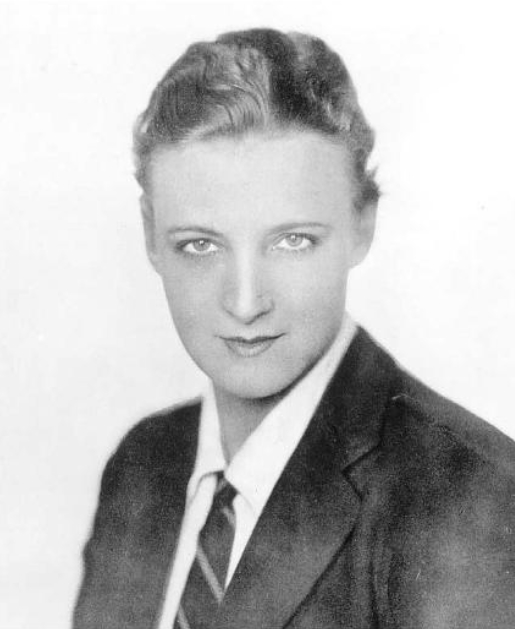
Dolores nach der Karriere: Mrs Tudor Wilkinson. Eve, The Lady's Pictorial, 1925.

Kathleen Rose, besser bekannt als Dolores bzw. Rose Dolores, (* 1893 oder 1894 in Wimbledon, England; † 7. November 1975 in Paris, Frankreich) war ein englisches Model, Showgirl und eine Musical-Schauspielerin.

## Karriere
Von 1917 bis 1923 war Dolores Star der Ziegfeld Follies am Broadway. Sie wird als das erste Supermodel der Modewelt angesehen, die den Präsentationstil und -ausdruck folgender Generationen mitprägte. Es wurde ihr nachgesagt, dass sie während ihrer Modepräsentationen nie lächelte und ihr Auftreten distinguiert und entrückt wirkte (engl. blank hauteur). Florenz Ziegfeld junior bezeichnete sie als „The loveliest showgirl in the world“.
Am 15. Mai 1923 heiratete Dolores den amerikanischen Kunstsammler William Tudor Wilkinson in Paris. Sie beendete gleichzeitig ihre Bühnenkarriere.

## Nach der Karriere
Nach ihrer Heirat lebte Dolores bis an ihr Lebensende in Paris. Sie betrat nie mehr eine Bühne, wurde aber einige Male für Zeitschriften fotografiert. Sie pflegte nach ihrer Karriere ein maskulines Erscheinungsbild. Deshalb wurde später vermutet, dass sie eine Mitbegründerin lesbischer Lebenskultur gewesen wäre. Dafür gibt es aber keine Belege. 1925 schrieb die amerikanische Presse, dass das Paar auf der Île Saint-Louis lebte, einer Seine-Insel.
Im Zweiten Weltkrieg unterstützte sie während der deutschen Besatzung Frankreichs aktiv die Résistance. Deshalb war sie auch kurze Zeit inhaftiert. Ihr Mann Tudor Wilkinson setzte sich persönlich bei Hermann Göring für ihre Freilassung ein, als der ihn in seiner Pariser Wohnung besuchte, um Werke von Holbein zu besichtigen. Göring selbst soll die Freilassung von Dolores angeordnet haben.

## Engagements
- Ziegfeld Follies of 1917
- Miss 1917 (Musical Revue)
- Fleurette's Dream (1917)
- Ziegfeld Follies of 1918
- Midnight Frolic of 1918
- Midnight Frolic of 1919
- Ziegfeld Nine O'Clock Review (1919)
- Midnight Frolic of 1920
- Sally (1920, Musical)